# Limburg Shotguns 2019
Questa voce raccoglie le informazioni riguardanti i Limburg Shotguns nelle competizioni ufficiali della stagione 2019.

## Roster
| Roster dei Limburg Shotguns (2019) |
| --- |
| Quarterback - 7 Alexander Jodlauk - 11 Jason Jackson Running Back - 1 Jaycen Taylor - 13 Michael David - 40 Leslie Jans Wide Receiver - 10 Damon Ellison - 14 Quinten Agten - 15 Kevin Coremans - 16 Jesse van Eynde - 17 Jay Koltzem - 19 Tom Vandewinkel - 89 Tim Mueller Offensive Linemen - 54 Tom Vaes - 64 Daren Wonke - 66 Jef van Gorp - 68 Patrick Stark - 77 Thomas Philipsen Defensive Linemen - 29 Robin Mathys - 49 Hans Gijsel - 59 Steve de Roo - 62 Joachim Lievens - 63 Seppe Claes Linebacker - 23 Glenn van de Berg - 24 Yenthel Agten - 27 David van Wichelen - 52 Saidi Kikunda - 56 Timo Daniels - 58 Fevzi Mavili Defensive Back - 20 Jamal Soufi - 21 Dustin Townsend - 25 Loic Mokondji - 28 Michel Eeman - 31 Toby Sauwens - 32 Bence Nemeth Special Team Coaching staff Jaycen Taylor (OC/RB) · Andreas Broekers (OL) · Saidi Kikunda (LB) · Seppe Claes (DL) |

## BAFL Elite Division 2019

### Stagione regolare
| Beringen 10 febbraio 2019, ore 14:00 | Limburg Shotguns | 46 – 0 | Wallonie Picarde Phoenix | Shotgun Field |

| Evere 24 febbraio 2019, ore 14:00 | Brussels Tigers | 14 – 20 | Limburg Shotguns | Complexe sportif |

| Ruisbroek 10 marzo 2019, ore 14:00 | Antwerp Argonauts | 0 – 20 | Limburg Shotguns | Argonauts Stadium |

| Roux 31 marzo 2019, ore 14:00 | Charleroi Coal Miners | 0 – 40 | Limburg Shotguns | Complexe sportif |

| Beringen 13 aprile 2019, ore 19:00 | Limburg Shotguns | 26 – 22 | Ostend Pirates | Shotgun Field |

| Liegi 28 aprile 2019, ore 14:00 | Limburg Shotguns | 35 – 14 | Liège Monarchs | Plaine de Cointe |

| Beringen 12 maggio 2019, ore 14:00 | Limburg Shotguns | 12 – 42 | Brussels Black Angels | Shotgun Field |

### Playoff
| Beringen 16 giugno 2019, ore 14:00 | Limburg Shotguns | 30 – 3 | Ostend Pirates |  |

| Schaerbeek 30 giugno 2019 | Brussels Black Angels | 40 – 20 | Limburg Shotguns |  |

## Statistiche di squadra
| Competizione | %Vittorie | In casa | In casa | In casa | In casa | In casa | In casa | In trasferta | In trasferta | In trasferta | In trasferta | In trasferta | In trasferta | Totale | Totale | Totale | Totale | Totale | Totale |
| Competizione | %Vittorie | G       | V       | N       | P       | Pf      | Ps      | G            | V            | N            | P            | Pf           | Ps           | G      | V      | N      | P      | Pf     | Ps     |
| ------------ | --------- | ------- | ------- | ------- | ------- | ------- | ------- | ------------ | ------------ | ------------ | ------------ | ------------ | ------------ | ------ | ------ | ------ | ------ | ------ | ------ |
| Campionato   | .857      | 4       | 3       | 0       | 1       | 119     | 78      | 3            | 3            | 0            | 0            | 80           | 14           | 7      | 6      | 0      | 1      | 199    | 92     |
| Playoff      | .500      | 1       | 1       | 0       | 0       | 30      | 3       | 1            | 0            | 0            | 1            | 20           | 40           | 2      | 1      | 0      | 1      | 50     | 43     |
| Totale       | .778      | 5       | 4       | 0       | 1       | 149     | 81      | 4            | 3            | 0            | 1            | 100          | 54           | 9      | 7      | 0      | 2      | 249    | 135    |